# Wagner (famiglia)
La famiglia del compositore Richard Wagner, dal 1876 alla guida del Festival di Bayreuth: (e della pianista Cosima Wagner figlia illegittima del compositore ungherese Franz Liszt)

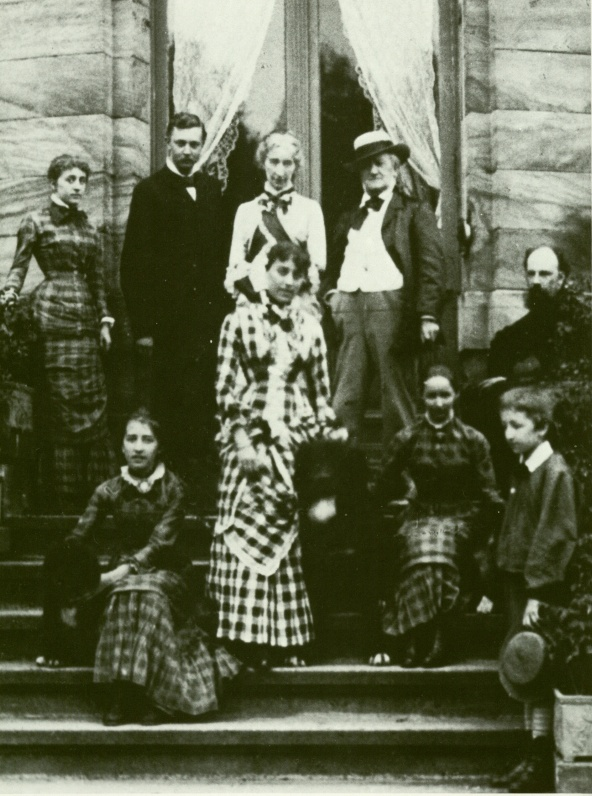
La famiglia Wagner fotografata di fronte a Villa Wahnfried nel 1881

Gottlob Friedrich Wagner (1736-1795)
∞ 1769 Johanna Sophie Eichel
1. ? (n. 1765)
2. Carl Friedrich Wilhelm Wagner (Lipsia, 1770 - 23 novembre 1813), attuario di polizia
∞ 1798 Johanna Rosine Pätz (Weißenfels, 10 o 19 settembre 1774 - Lipsia, 9 gennaio 1848). La vedova si risposa nel 1814 con il pittore, poeta e attore Ludwig Geyer (Eisleben, 21 gennaio 1779 - Dresda, 30 settembre 1821), la cui presunta paternità di Richard Wagner non può essere, allo stato attuale delle ricerche, né confermata né smentita.
  1. Albert Wagner (2 marzo 1799 - Berlino, 31 ottobre 1874), cantante lirico e regista teatrale
∞ 1828 Elise Gollmann (1800-1864)
    1. Franziska Wagner (28 agosto 1829 - 20 giugno 1895)
∞ 1854 Alexander Ritter (1833-1896), musicista e compositore
    2. Marie Wagner (25 gennaio 1831 - 19 maggio 1876)
∞ 1851 Karl Jacoby, commerciante
    3. Johanna Wagner (adottata, figlia di Eduard Freiherr von Bock von Wülfingen) (Lohnde, 13 ottobre 1826 - Würzburg, 16 ottobre 1894), cantante lirica e attrice
∞ 1859 Alfred Jachmann (1829-1918)

  2. Carl Gustav Wagner (21 agosto 1801 - 29 marzo 1802)
  3. Rosalie Wagner (4 marzo 1803 - 12 ottobre 1837), attrice
∞ 1836 Gotthald Oswald Marbach (1810-1890), professore universitario
  4. Carl Julius Wagner[1] (7 agosto 1804 - 29 marzo 1862), orafo
  5. Luise Wagner (14 dicembre 1805 - 3 gennaio 1872), attrice
∞ 1828 Friedrich Brockhaus (1800-1865), editore
  6. Klara Wagner (29 novembre 1807 - 17 marzo 1875), cantante lirica
∞ 1829 Heinrich Wolfram (1800-1874), cantante lirico, poi commerciante
  7. Maria Theresia Wagner (1º aprile 1809 - 19 gennaio 1814)
  8. Ottilie Wagner (14 marzo 1811 - 17 marzo 1883)
∞ 1836 Hermann Brockhaus (1806 - 5 gennaio 1877)
  9. Richard Wagner (Lipsia, 22 maggio 1813 - Venezia, 13 febbraio 1883), compositore
∞ 1. 1836 Minna Planer (Oederan, 5 settembre 1809 - Dresda, 25 gennaio 1866), attrice
∞ 2. 1870 Cosima Liszt (Bellagio, 25 dicembre 1837 - Bayreuth, 1º aprile 1930), figlia di Franz Liszt e Marie d'Agoult, separata nel 1870 dal direttore d'orchestra Hans von Bülow, madre dei tre figli di Richard (dopo due, Daniela e Blandine, avuti da von Bülow):
    1. Isolde Ludowitz von Bülow[2] (Monaco di Baviera, 10 aprile 1865 - 7 febbraio 1919)
∞ 1900 Franz Beidler (Kaiserstuhl, 29 marzo 1872 - Monaco, 15 gennaio 1930), Kapellmeister
      1. Franz Wilhelm Beidler (Bayreuth, 16 ottobre 1901 - Zurigo, 3 agosto 1981)

    2. Eva von Bülow[2] (Tribschen, 17 febbraio 1867 - Bayreuth, 26 maggio 1942)
∞ 1908 Houston Stewart Chamberlain (Portsmouth, 9 settembre 1855 - Bayreuth, 9 gennaio 1927), scrittore e filosofo
    3. Siegfried von Bülow poi Siegfried Wagner (Tribschen, 6 giugno 1869 - Bayreuth, 4 agosto 1930), compositore, direttore d'orchestra e regista teatrale
∞ 1915 Winifred Marjorie Williams (Hastings, 23 giugno 1897 - Überlingen, 5 marzo 1980), figlia adottiva del pianista Karl Klindworth
      1. Wieland Wagner (Bayreuth, 5 gennaio 1917 - Monaco, 17 ottobre 1966), regista teatrale
∞ 1941 Gertrud Reissinger (Passavia, 31 dicembre 1916 - Aix-en-Provence, 13 luglio 1998), ballerina e coreografa
        1. Iris Wagner (12 giugno 1942)
        2. Wolf-Siegfried Wagner (6 dicembre 1943)
∞ 1. Malo Osthoff
∞ 2. Eleonore Gräfin Lehndorff
          1. Joy Olivia Wagner

        3. Nike Wagner (9 giugno 1945), drammaturga e saggista
∞ 1. Jean Launay
∞ 2. Jürg Stenzl (1942), musicologo
          1. Louise Launay

        4. Daphne Wagner (13 novembre 1946), attrice
∞ Udo Proksch (1943-2001)

      2. Friedelind Wagner (Bayreuth, 29 marzo 1918 - Herdecke, 8 maggio 1991)
      3. Wolfgang Wagner (Bayreuth, 30 agosto 1919 - Bayreuth, 21 marzo 2010), regista teatrale
∞ 1. 1943 Ellen Drexel (20 agosto 1919 - 2002), divorzio nel 1976
∞ 2. 1976 Gudrun Mack-Armann (1944 - 28 novembre 2007)
        1. Eva Wagner-Pasquier (14 aprile 1945), manager teatrale
∞ Yves Pasquier, produttore cinematografico
          1. Antoine Amadeus Pasquier (1982)

        2. Gottfried Wagner (13 aprile 1947), musicologo
∞ 1. Beatrix Kraus
∞ 2. Teresina Rosetti
          1. Eugenio Wagner

        3. Katharina Friederike Wagner (21 maggio 1978), regista teatrale

      4. Verena Wagner (Bayreuth, 2 dicembre 1920 - 19 aprile 2019)
∞ 1943 Bodo Lafferentz (27 luglio 1897 - 17 gennaio 1975)
        1. Amélie Lafferentz (5 giugno 1944)
∞ Manfred Hohmann
          1. Christopher Hohmann

        2. Manfred Lafferentz (17 settembre 1945)
∞ Gunhild Mix
          1. Leif Lafferentz

        3. Winifred Lafferentz (16 gennaio 1947)
∞ Paul Arminjon
          1. Wendy Arminjon
          2. Mathias Arminjon

        4. Wieland Lafferentz (11 giugno 1949)
∞ Isabella Weiß
          1. Verena Maja Lafferentz, cantante jazz

        5. Verena Lafferentz (1952)
∞ Tilo Schnekenburger
3. Adolf Wagner (Lipsia, 14 novembre 1774 - 1º agosto 1835), poeta e scrittore
∞ 1824 Sophie Wendt
4. Friederike Wagner (1778 - ante 1848)